# Polská literární reportáž
Polská literární reportáž, též polská škola reportáže, někdy jen literární reportáž je literární žánr, jehož specifická varianta se konstituovala v Polsku především v druhé polovině dvacátého století.

Moderní tradice polské školy reportáže začíná v 70. letech 20. století.
Definuje se jako prozaický útvar na pomezí beletrie a publicistiky, jehož cílem je objektivní zpráva podaná uměleckými prostředky. Třebaže se tento výměr v literární teorii často uvádí, hranice žánru (polské) literární reportáže lze v praxi stanovit jen stěží, a proto mají velký význam mimoliterární žánrové signály, především autorská deklarace či deklarace nakladatelství, které dané dílo vydává. Tento žánr často obsahuje prvky deníku, biografie, cestopisu, slovníku a dalších žánrů. Paradox žánrového požadavku na uměleckost a extrémní objektivitu zároveň se někdy řeší strategií kvazispolehlivého vypravěče (všechny složky vyprávění mají spolehlivý zdroj, zatímco postava vypravěče, která je sjednocuje, nemusí).
Za prvního „literárního reportéra“ bývá považován nositel Nobelovy ceny Władysław Reymont, za autora literární reportáže se jako první označil meziválečný reportér Melchior Wańkowicz. O rozmach literární reportáže ve světovém měřítku se zasadila „tři velká K“, Ryszard Kapuściński s nezaměnitelným cestopisným a velmi silně zpravodajským stylem především ze zemí třetího světa, Hanna Krallová, která se věnovala především tématu šoa (holokaust), a v českém prostředí téměř neznámý Krzysztof Kąkolewski. Mezi významné mladší autory patří především Małgorzata Szejnertová, rozvíjející téma každodenní reality komunistického Polska, k nejvýznamnějším literárním reportérům nejmladší generace potom Wojciech Tochman či populární Mariusz Szczygieł.
Publikace Polská škola reportáže (2012) uvádí jako další autory: Wojciech Górecki, Jacek Hugo-Bader, Wojciech Jagielski, Krystyna Kurczab-Redlich, Mateusz Marczewski, Marcin Michalski, Włodzimierz Nowak, Lidia Ostałowská, Paweł Smoleński, Witold Szabłowski a Maciej Wasielewski.
Mariusz Szczygieł zahrnul do publikace 20 let nového Polska v reportážích podle Mariusze Szczygieła (2014) kromě některých výše uvedených autorů autory: Jacek Antczak, Wojciech Bojanowski, Anna Fostakowská, Edyta Gietková, Marcin Kołodziejczyk, Tomasz Kwaśniewski, Irena Morawská, Artur Pałyga, Karol Podgórski, Paweł Piotr Reszka, Joanna Sokolińská, Grzegorz Sroczyński, Katarzyna Surmiak-Domańská, Wojciech Staszewski, Ewa Winnická a Joanna Wojciechowská.